# Campyloneura
Campyloneura is een geslacht van wantsen uit de familie blindwantsen. Het geslacht werd voor het eerst wetenschappelijk beschreven door Fieber in 1860 .

## Soorten
Het genus bevat de volgende soort:

- Campyloneura virgula (Herrich-Schaeffer, 1835)